# Mariana Otero
Mariana Otero (Rennes, 9 de dezembro de 1963) é uma cineasta francesa de origem espanhola. 

## Biografia
Mariana Otero nasceu em Rennes, Bretanha, segunda filha da pintora Clotilde Vautier e do artista gráfico António Otero. É irmã da actriz Isabel Otero. Seu avô paterno, antigo jornalista republicano em Madrid, refugiou-se em França no início dos anos 50, depois de uma fuga rocambolesca ao franquismo, e foi professor na Universidade de Rennes. Mariana Otero passou a infância entre Rennes e Tribehou, na Normandia, onde habitava a avó materna, professora primária na escola local, com quem foi viver aos quatro anos de idade, depois da morte da mãe na sequência de um aborto clandestino. 
Fez os estudos secundários em Rennes, obtendo o Baccalaureat em 1979. Prosseguiu os estudos superiores, primeiro na Universidade de Rennes, depois na Universidade de Paris VIII, onde em 1985 obteve a Maîtrise de Lettres, cuja tese final Valeurs de la Poésie dans Alphaville de Jean-Luc Godard (A Citação Poética em Alphaville de Jean-Luc Godard) foi parcialmente publicada na revista Hors Cadre. Simultaneamente seguiu os cursos sobre cinema do filósofo Gilles Deleuze. Entre 1985 e 1988 tirou a licenciatura em cinema no IDHEC – Institut des Hautes Études Cinématographiques, actual La FEMIS, acrónimo de Fondation Européenne des Métiers de l'Image et du Son.
Começou a realizar ainda estudante no IDHEC, tendo assinado com o italiano Daniele Incalcaterra o documentário I Rouge U Vert O Bleu em 1987. O seu folhetim documental La loi du collège (1994), realizado para a estação televisiva ARTE e que foi o primeiro folhetim documental da estação, ganhou o prémio para o Melhor Documentário nos 5º Encontros de Cinema Documental da Amascultura, em Lisboa. 
Entre 1995 e 1999 viveu em Lisboa, com Adolfo Luxúria Canibal que foi seu companheiro até 2004. Colaborou como os Mão Morta na encenação do espectáculo Müller no Hotel Hessischer Hof (1997) e participou como operadora de câmara no documentário que Nuno Tudela realizou sobre esse espectáculo. Entrou também, numa fugaz aparição, no vídeo-clip Em Directo (Para a Televisão) (1998) do grupo Mão Morta. 
Ficou mais conhecida em Portugal por ter realizado o documentário Cette télévision est la vôtre (1997) sobre a estação de televisão SIC, que causou grande polémica pela forma como desnudava a lógica de captação de audiências inerente a uma televisão comercial. 
Regressada a Paris, é desde 2000 professora e membro da direcção na escola de cinema documental Ateliers Varan. Em 2003 estreou em sala Histoire d'un secret, um filme sobre as circunstâncias que rodearam a morte da sua mãe, que obteve em França um grande sucesso crítico e de público. Enquanto preparava o próximo filme, anunciado com o título L'Échappée ou L'Échappée Belle, fez algumas incursões no cinema de ficção como actriz. Desde 2007 é mestre de conferências sobre documentário na Universidade de Angoulême.
Em Maio de 2010 estreou no Festival de Cannes o seu filme Entre nos Mains que é um documentário sobre uma empresa de lingerie falida e a tentativa dos seus trabalhadores para a manter no mercado transformando-a em cooperativa. O filme estreou em sala em Outubro desse ano e foi nomeado para o César de melhor documentário.
Em Julho de 2011 foi nomeada Cavaleiro na Ordem das Artes e das Letras (Chevalier dans l'Ordre des Arts et des Lettres) pelo Ministro da Cultura francês, Frédéric Mitterrand.
Em 8 de Janeiro de 2014 estreou em França o filme A Ciel Ouvert sobre crianças psíquica e socialmente inadaptadas. O filme foi acompanhado pela edição de um livro sobre a experiência, simultaneamente cinematográfica e psicanalítica, que foram os três meses de filmagens.
Para além de ensinar nos Ateliers Varan, Mariana Otero ensina ainda na La FEMIS e nas Universidades de Jussieu, em Paris, e de Poitiers, no quadro da CREADOC - Documentaire de Creation. É também membro da Acid - Association du Cinéma Indépendant pour sa Diffusion, de que foi co-presidente entre 2010 e 2012.

## Filmografia

### Realizadora
- I Rouge U Vert O Bleu (com Daniele Incalcaterra), 1987 / Documentário - 30’ - 16mm. Produção: Yumi
- Non-Lieux (com Alejandra Rojo), 1991 / Documentário - 75’ - V8. Produção: Varan
- Loin de Toi, 1991 / Documentário - 8’ - V8. Produção: IMA
- La Loi du Collège, 1994 / Folhetim Documentário - 6 x 28’ - Hi8. Produção: Archipel 33
- Cette Télévision Est la Vôtre (Esta Televisão é a Sua), 1997 / Documentário - 60’ - Beta SP. Produção: Archipel 33
- Moi, Maintenant (participação na realização colectiva), 1999 / Documentário - 150’. Produção: KS Visions
- Le Juge des Enfants, 2000 / Documentário - 52’ - Beta SP. Produção: Cinétévé
- Nous Voulons un Autre Monde, 2001 / Documentário - 52’ - DV - Colecção Histoires d’Ado. Produção: Agat Films
- Histoire d'un Secret (História de um Segredo), 2003 / Documentário - 90’ - 35mm. Produção: Archipel 35
- Entre nos Mains, 2010 / Documentário - 87’ - 35mm. Produção: Archipel 33
- A Ciel Ouvert, 2013 / Documentário - 110’ - 35mm. Produção: Archipel 33 / Les Films du Fleuve
- L' Assemblée, 2017 / Documentário - 98' - Digital 1.77. Produção: Buddy Movies

### Actriz
- Qui de Nous Deux, 2006 / Drama - 105’ - 35mm. Realização: Charles Belmont. Produção: Pyramide Productions
- Nouvelle Chance, 2006 / Comédia - 90’ - 35mm. Realização: Anne Fontaine. Produção: Mosca Films

## DVDs
- 2005 - Histoire d'un Secret (francês, legendas em inglês - ed. Blaq Out, Paris)
- 2007 - História de um Segredo (francês, legendas em português - ed. Atalanta Filmes, Lisboa)
- 2007 - History of a Secret (francês, legendas em inglês - ed. Facets Video, Chicago)
- 2008 - Historia de un Secreto (francês, legendas em castelhano - ed. C.O.F.E.E., Madrid)
- 2008 - La Loi du Collège (francês, legendas em inglês - ed. Blaq Out, Paris)
- 2011 - Entre nos Mains (francês, legendas em inglês - ed. Diaphana/TF1, Paris)
- 2014 - A Ciel Ouvert (francês, legendas em inglês, castelhano, português, italiano, flamengo e búlgaro - ed. Blaq Out, Paris)

## Prémios
- Melhor Documentário Festival Cinéma et Banlieue de Vaulx en Velin (França) para Non-Lieux
- Melhor Documentário 5º Encontros de Cinema Documental Amascultura (Lisboa - Portugal) para La Loi du Collège
- 3 Jury’s Tip Prix Europa 1995 para La Loi du Collège
- Menção Especial Festival Vic Le Comte (França) para Cette Télévision Est la Vôtre
- Prémio Especial 48º Festival Internacional de Cinema de Valladolid SEMINCI (Espanha) para Histoire d'un Secret
- Menção Especial 44º Festival dei Popoli - Festival Internacional de Filme Documentário (Florença - Itália) para Histoire d'un Secret
- Nomeação Melhor Documentário - César 2011 (Paris - França) para Entre nos Mains
- Chevalier dans l'Ordre des Arts et des Lettres

## Ligações Externas
- «Site Mariana Otero» (em francês)